# Irhás árok

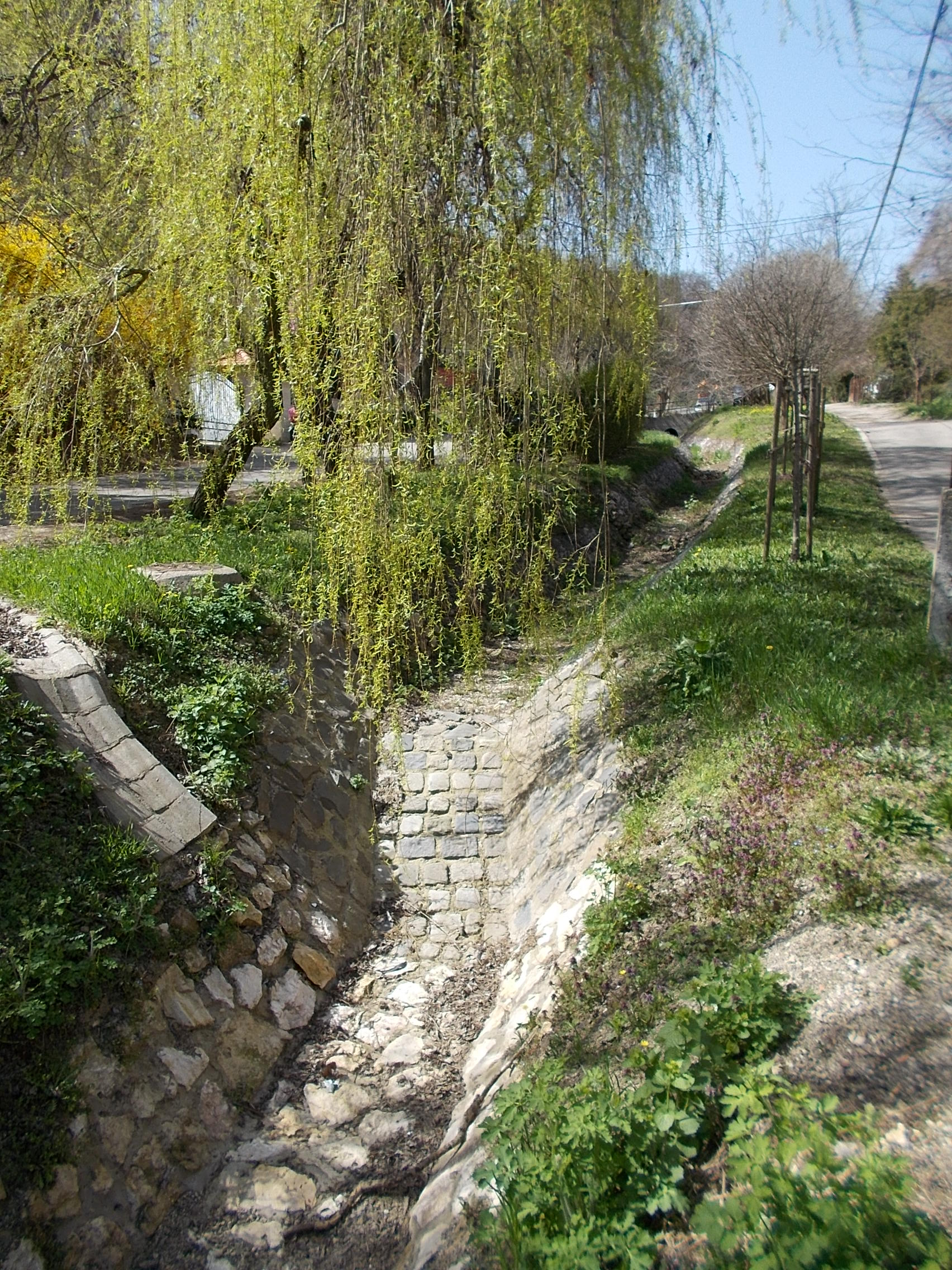
A hosszúréti Határ-árokba torkolló, fűzfákkal szegélyezett időszakos vízfolyás

Az Irhás árok egy utca neve az azonos nevű mély völgyben a Budaörsi-hegy északkeleti peremén, Budapest XI. kerületében a Pösingermajor és XII. kerületében Csillebérc és Magasút városrészekben. (A név írásmódja domborzati fogalomként Irhás-árok.) Páratlan oldala a XII. kerülethez tartozik, míg a páros oldalon a 2. és 26. közötti számok a XI. kerülethez, a további számok a XII. kerülethez tartoznak. Az útvonal, amely a Törökbálinti út 75-től a Nagykapos utcáig vezet, 1936-ban kapott elnevezést. 
Az Irhás köz nevű zsákutca az Irhás árok 18.-20.-nál nyílik (Pösingermajor városrész). (Az addigi 36. utca 1953-ban kapta ezt a nevet).

## Megközelítése
Budapesti közösségi közlekedéssel könnyen megközelíthető a pesti belváros, illetve a Kelenföldi pályaudvar térsége felől is, a 8E jelzésű autóbusszal. A tágabb értelemben vett sasadi térséget feltáró 8-as jelzésű buszjáratnak 1955-1995 között a külső végállomása is itt üzemelt. Az Irhás árok és az Ördögorom lejtő sarkán. Ezután a 8A autóbusszal összevonva a Gazdagréti lakótelephez került a végállomása. Vonala 2014-ben a Kelenföldi pályaudvarig hosszabbodott.